# Wiatrowiec Warmiński
Wiatrowiec Warmiński – bocznica szlakowa, dawna stacja kolejowa, od 2004 przystanek osobowy i ładownia kolejowa w Wiatrowcu na linii kolejowej nr 38, w województwie warmińsko-mazurskim, w powiecie bartoszyckim, w Polsce.